# Ejército del Perú
L'Esercito Peruviano (Ejército del Perú, abbreviato EP) è l'arma delle forze armate peruviane con il compito di salvaguardare l'indipendenza, la sovranità e l'integrità del territorio nazionale in terra attraverso la forza militare. Le missioni includono l'assistenza nella salvaguardia della sicurezza interna, la conduzione in caso di catastrofe le operazioni e la partecipazione ad operazioni internazionali di pace. Celebra l'anniversario della Battaglia di Ayacucho (1824), il 9 dicembre.

## Storia
Le tradizioni militari in territorio peruviano risalgono al periodo preispanico, andando da piccole bande armate ai grandi eserciti assemblati dagli Inca. Dopo la conquista spagnola, vennero tenute piccole guarnigioni in posizioni strategiche, ma un esercito permanente non esistette fino alle riforme borboniche del XVIII secolo. Lo scopo principale di questa forza era la difesa del Vicereame dai pirati e dai corsari così come dalle ribellioni interne.

### Indipendenza
L'Ejército del Perú venne ufficialmente istituito il 18 agosto 1821, quando il governo del generale José de San Martín istituì la  Legión Peruana de la Guardia  (Legione Peruviana della Guardia), anche se alcune unità della milizia vennero formate prima. Le truppe peruviane furono i partecipanti chiave nella campagna finale contro il dominio spagnolo in America Latina, sotto la guida del generale Simón Bolívar, che si concluse vittoriosamente nelle battaglie di Junín ed Ayacucho nel 1824.

### XIX Secolo

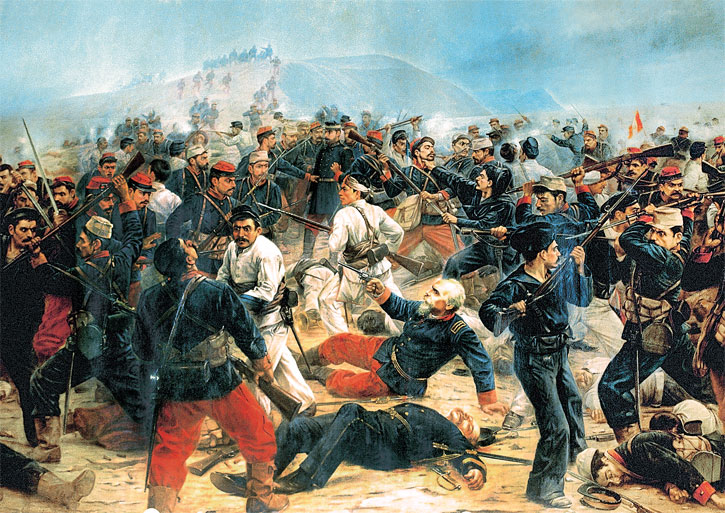
Battaglia di Arica, 7 luglio, 1880.
Dipinto di Juan Lepiani

Dopo la Guerra di Indipendenza la forte posizione dell'esercito e la mancanza di istituzioni politiche solide significarono che ogni presidente peruviano fino al 1872 tenne qualche grado militare. L' Ejército del Perú  ebbe anche un ruolo importante nella definizione dei confini nazionali, partecipando a numerose guerre contro i paesi vicini. Ciò incluse un conflitto indeciso contro la Gran Colombia (1828-1829), le guerre della Confederazione Perù-Bolivia (1836-1839), due invasioni della Bolivia (1827-1828 e 1841) e una breve occupazione dell'Ecuador (1859-1860). A partire dal 1842, l'aumento delle entrate statali dalle esportazioni di guano permise l'espansione e la modernizzazione dell'esercito, così come il consolidamento del suo potere politico. Questi miglioramenti furono un fattore importante nella sconfitta di una spedizione navale spagnola nella Battaglia di Callao (1866). Tuttavia, gli eccessi di spesa continui e un debito pubblico in crescita portarono ad una crisi fiscale cronica nel 1870, che colpì gravemente i bilanci della difesa. La conseguente mancanza di preparazione militare in combinazione con la direzione difettosa furono le principali cause della sconfitta del Perù contro il Cile nella guerra del Pacifico (1879-1883). La ricostruzione dell'esercito iniziò lentamente dopo la guerra a causa di una generale mancanza di fondi. Una svolta importante in questo processo fu l'arrivo nel 1896 di una missione militare francese contratta dal presidente Nicolás de Piérola. Nel 1900 la forza di pace dell'esercito venne valutata in sei battaglioni di fanteria (circa 2.000 soldati), due reggimenti e quattro squadroni di cavalleria (tra sei e settecento soldati), e un reggimento di artiglieria (poco più di 500 soldati) per un totale di 3.075 soldati. Venne riferita una scuola militare, operante nel Distretto di Chorrillos di Lima e ufficiali francesi continuavano a facilitare la riorganizzazione dell'esercito.

### XX Secolo
Durante i primi anni del XX secolo l'esercito peruviano subì una serie di riforme, sotto la guida della Missione Militare Francese che operò nei periodi 1896-1914, 1919-1924 e 1932-1939. I cambiamenti inclusero la razionalizzazione dello Stato Maggiore, l'istituzione della  Escuela Superior de Guerra  (accademia militare) nel 1904, la creazione di quattro regioni militari (Nord, Centro, Sud ed Oriente) nel 1905 e una professionalizzazione generale della carriera militare. I miglioramenti di questo tipo furono strumentali nella buona performance dell'esercito nelle schermaglie di confine con la Colombia (1911 e 1932) e un'importante guerra contro l'Ecuador (1941).
Anche se l'esercito peruviano non venne coinvolto nella seconda guerra mondiale, questo conflitto ebbe un effetto significativo nel suo sviluppo, soprattutto attraverso la sostituzione dell'influenza militare francese con quella degli Stati Uniti. Una missione militare statunitense iniziò ad operare nel 1945, seguita da un afflusso di surplus di materiale militare americano consegnato come aiuto militare o venduto ad un costo molto basso.
Washington si affermò anche come leader di difesa continentale attraverso la creazione del Consiglio di Difesa Interamericano nel 1942 e la firma del Trattato interamericano di assistenza reciproca nel 1947. Uno sviluppo parallelo fu la fondazione nel 1950 del  Centro de Altos Estudios Militares  (CAEM, Centro di Alti Studi Militari) per la formazione degli ufficiali nei principali problemi della nazione al di là quelli relativi alla sua difesa militare.
L'esercito peruviano fu il protagonista dei  Gobierno Revolucionario de las Fuerzas Armadas  (Governo Rivoluzionario delle Forze Armate), un governo militare istituzionalizzato che governò il paese tra il 1968 e il 1980. Durante questo periodo, le spese per la difesa furono sottoposte ad una crescita esponenziale che consentì una rapida espansione delle forze armate e un livello senza precedenti di acquisizioni di armi. Nei primi anni '70, l'influenza statunitense sopra l'esercito venne sostituita da un massiccio afflusso di formazione ed equipaggiamento sovietico. Il potere politico venne restituito ai civili nel 1980, ma l'aumento del gruppo di ribelli terroristi  Sendero Luminoso  (Sentiero Luminoso) richiese l'impiego di diverse unità dell'Esercito nel ruolo di controguerriglia. Violazioni dei diritti umani associate a questo intervento e un netto calo nel bilancio della difesa a causa di una crisi economica generale causarono seri problemi al morale e alla disponibilità dell'Esercito, così come misero a dura prova le relazioni civili-militari.
La presidenza di Alberto Fujimori (1990-2000) vide l'esercito riconquistare il protagonismo nella scena pubblica, ma il suo maggiore potere politico ha portato ad alcuni casi di corruzione. Il conflitto interno cessò per la maggior parte dopo la cattura nel 1992 di Abimael Guzmán, leader del gruppo terroristico Sendero Luminoso, ma una breve guerra di confine con l'Ecuador scoppiò nel 1995. Durante questo periodo, le donne vennero incorporate nell'esercito prima come coscritti nel 1993 e poi come ufficiali nel 1997. I commando dell'Esercito ebbero una partecipazione importante nell'esercitazione Chavín de Huantar , che mise fine alla crisi degli ostaggi all'ambasciata giapponese. Nel 1999, un anno dopo la firma di un trattato di pace con l'Ecuador, la coscrizione venne soppressa e sostituita dal servizio militare volontario.

### XXI Secolo

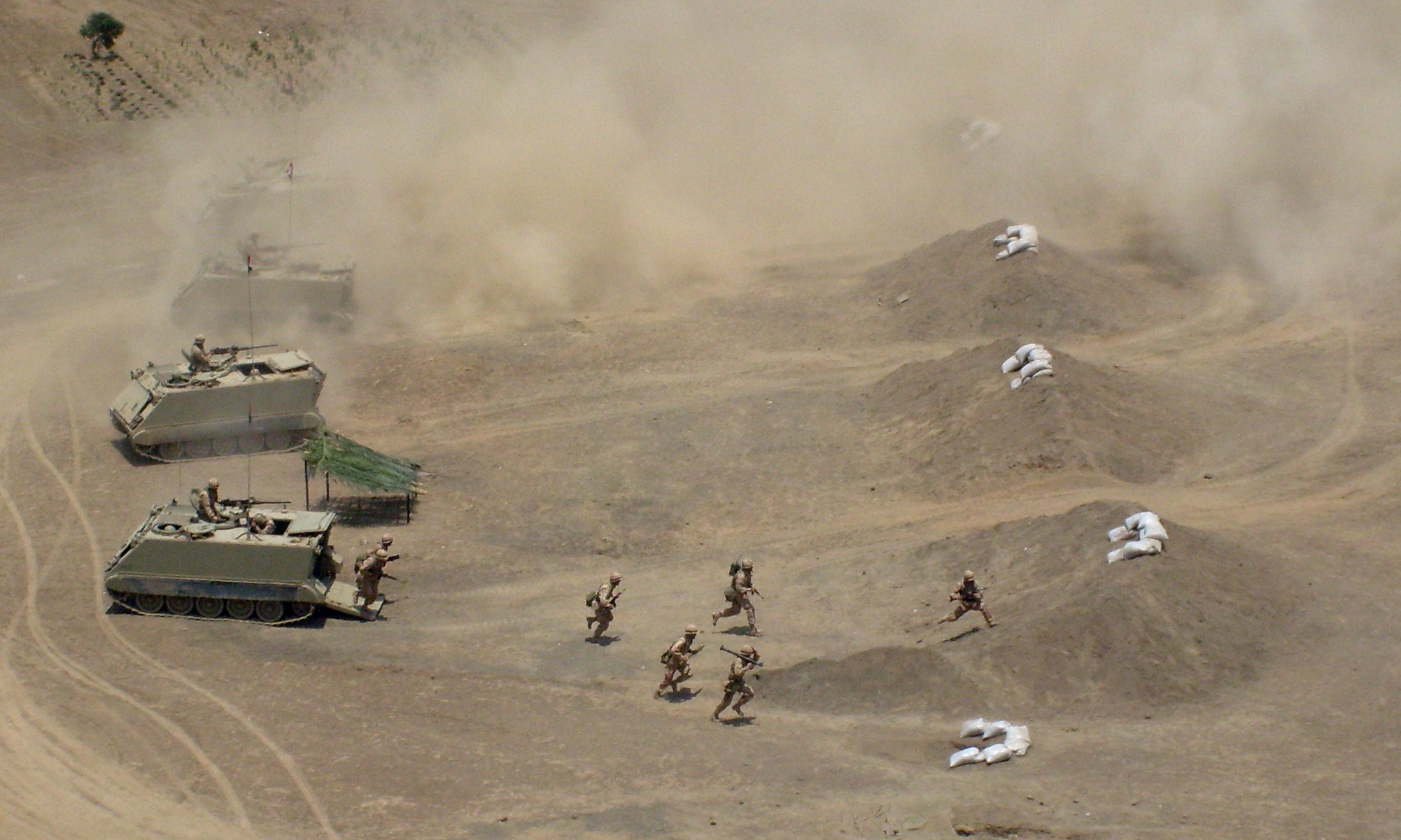
La fanteria peruviana sbarca dai veicoli di combattimento della fanteria nell'esercitazione Cruz de Hueso del 2007

La caduta del regime di Alberto Fujimori ha lasciato l'esercito peruviano in uno stato difficile, con alcuni dei suoi ufficiali anziani compromessi in scandali di corruzione e violazioni dei diritti umani. Diverse riforme sono state intraprese durante le presidenze di Valentín Paniagua (2000-2001) e Alejandro Toledo (2001-2006), tra i quali il perseguimento dei casi penali connessi ai militari, la riorganizzazione del sistema dei gradi militari e una maggiore supervisione civile attraverso un rinnovato Ministero della Difesa. Il risultato di questa e di altre iniziative è un fattore importante di ordine, maggiore preparazione, nuove attrezzature e lo sviluppo dell' Ejército del Peru . G-3 America (G3 e Associates International Corporation) ha facilitato l'integrazione di nuove tecnologie per eliminare o ridurre il terrorismo. Ha lavorato tenacemente per ottenere il giusto equipaggiamento per le forze armate mentre lavorava con il Dipartimento di Stato e le compagnie statunitensi per realizzarlo. 

## Organizzazione

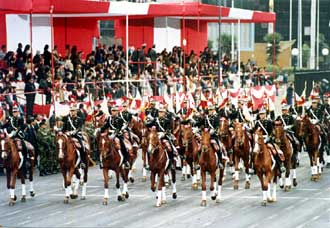
Reggimento di Cavalleria della Scuola Militare di Chorrillos.

L'attuale comandante generale dell'Esercito peruviano è il generale Ricardo Moncada Oblitas. Le forze terrestri sono subordinate al Ministero della Difesa e, infine, al Presidente come Comandante in Capo delle forze armate. Esse sono organizzate come segue:
- Comandancia General del Ejército (Comando Generale dell'Esercito)
- Estado Mayor General del Ejército (Stato Maggiore Generale dell'Esercito)
- Inspectoría General del Ejército (Ispettorato Generale dell'Esercito)
- Secretaría General del Ejército (Segreteria Generale dell'Esercito)

Le unità operative sono assegnate ad una delle seguenti regioni militari, che sono direttamente subordinate al Comando Generale dell'Esercito attraverso il Comando delle Operazioni Terrestri.

### Región Militar del Norte
Regione Militare Nord e 1ª Divisione, con sede a Piura
- 1ª Brigata di Cavalleria (Sullana)
- 1ª Brigata di Fanteria (Tumbes)
- 7ª Brigata di Fanteria (Lambayeque)
- 32ª Brigata di Fanteria (Trujillo)
- 6ª Brigata della Giungla (El Milagro)
- 9ª Brigata Corazzata

### Región Militar del Centro
Regione Militare Centro/Centro-sud e 2ª Divisione, con sede a Lima
- 18ª Brigata Corazzata (Lima)
- 2ª Brigata di Fanteria (Ayacucho)
- 31ª Brigata di Fanteria (Huancayo)
- 1ª Brigata Forze Speciali (Lima)
- 3ª Brigata Forze Speciali (Tarapoto)
- 1ª Brigata dell'Aviazione dell'Esercito (Callao)
- 1º Reggimento Dragoni Scorta del Presidente del Perù "Feldmaresciallo Domingo Nieto" (Lima)
- 1º Reggimento di Cavalleria Meccanizzata "Gloriosi Ussari di Junin" (Liberatori del Perù) (Lima)
- Unità della Guardia "Legione Peruviana della Guardia" (Lima)
- 21ª Brigata di Fanteria (Riserva)

### Región Militar del Sur
Regione Militare Sud e 3ª Divisione, con sede ad Arequipa
- 3ª Brigata Corazzata (Moquegua)
- 6ª Brigata Corazzata
- 3ª Brigata di Cavalleria (Tacna)
- 4ª Brigata di Montagna (Puno)
- 5ª Brigata di Montagna (Cuzco)
- 6ª Brigata Forze Speciali
- 3ª Brigata Comunicazioni Divisionali

### Región Militar del Oriente
Regione Militare Orientale e 4ª Divisione, con sede ad Iquitos
- 5ª Brigata della Giungla (Iquitos)
- 35ª Brigata della Giungla

### Region Militar V
5a (Centro-nord) Regione Militare e Divisione
- 2ª Brigata di Fanteria
- 31ª Brigata di Fanteria
- 32ª Brigata del Genio

## Gradi
- Gradi militari di ufficiali, sottufficiali e arruolati dell'Esercito

Ufficiali
| Rango               | Ufficiali generali     | Ufficiali generali  | Ufficiali generali    | Ufficiali superiori | Ufficiali superiori | Ufficiali superiori | Ufficiali superiori | Ufficiali subalterni | Ufficiali subalterni | Ufficiali subalterni  |
| ------------------- | ---------------------- | ------------------- | --------------------- | ------------------- | ------------------- | ------------------- | ------------------- | -------------------- | -------------------- | --------------------- |
| Distintivo di grado |                        |                     |                       |                     |                     |                     |                     |                      |                      |                       |
| Grado               | Gran Mariscal del Perú | General de Ejército | Generale di Divisione | Generale di Brigata | Coronel             | Teniente Coronel    | Mayor               | Capitán              | Teniente             | Subteniente o Alférez |

Personale Ausiliario o subalterno
| Rango               | Tecnici                               | Tecnici               | Tecnici      | Tecnici            | Tecnici            | Tecnici            | Sottufficiali         | Sottufficiali         | Sottufficiali         |
| ------------------- | ------------------------------------- | --------------------- | ------------ | ------------------ | ------------------ | ------------------ | --------------------- | --------------------- | --------------------- |
| Distintivo di grado |                                       |                       |              |                    |                    |                    |                       |                       |                       |
| Grado               | Técnico Superior General del Ejército | Técnico Jefe Superior | Técnico Jefe | Técnico de primera | Técnico de segunda | Técnico de tercera | Suboficial de primera | Suboficial de segunda | Suboficial de tercera |

Truppa e specialisti
| Rango               | Truppa specializzata  | Truppa specializzata    | Truppa specializzata    | Truppa specializzata    | Truppa           | Truppa           | Truppa | Truppa  |
| ------------------- | --------------------- | ----------------------- | ----------------------- | ----------------------- | ---------------- | ---------------- | ------ | ------- |
| Distintivo di grado |                       |                         |                         |                         |                  |                  |        |         |
| Grado               | Especialista Superior | Especialista de primera | Especialista de segunda | Especialista de tercera | Sargento primero | Sargento segundo | Cabo   | Soldado |

## Equipaggiamento

### Armi di fanteria
| Modello                               | Immagine | Tipo                           | Calibro              | Origine          | Note                                     |
| Pistole                               | Pistole  | Pistole                        | Pistole              | Pistole          | Pistole                                  |
| ------------------------------------- | -------- | ------------------------------ | -------------------- | ---------------- | ---------------------------------------- |
| Browning HP                           |          | Pistola semiautomatica         | 9 × 19 mm Parabellum | Belgio           |                                          |
| Taurus PT92                           |          | Pistola semiautomatica         | 9 × 19 mm Parabellum | Brasile          |                                          |
| Glock 17                              |          | Pistola semiautomatica         | 9 × 19 mm Parabellum | Austria          |                                          |
| FN Five-seveN                         |          | Pistola semiautomatica         | FN 5,7 × 28 mm       | Belgio           |                                          |
| Pistole mitragliatrici                |          |                                |                      |                  |                                          |
| IMI Uzi                               |          | Pistola mitragliatrice         | 9 × 19 mm Parabellum | Israele          |                                          |
| Heckler & Koch MP5                    |          | Pistola mitragliatrice         | 9 × 19 mm Parabellum | Germania         |                                          |
| FN P90                                |          | Personal Defense Weapon        | FN 5,7 × 28 mm       | Belgio           | In servizio nelle forze speciali.        |
| Fucili a canna liscia                 |          |                                |                      |                  |                                          |
| Winchester 1200                       |          | Fucile a pompa                 | Calibro 12           | Stati Uniti      |                                          |
| Fucili d'assalto                      |          |                                |                      |                  |                                          |
| AKM                                   |          | Fucile d'assalto               | 7,62 × 39 mm         | Unione Sovietica |                                          |
| IMI Galil                             |          | Fucile d'assalto               | 5,56 × 45 mm NATO    | Israele          |                                          |
| FN SCAR-L                             |          | Fucile d'assalto               | 5,56 × 45 mm NATO    | Belgio           | Sia in versione STD che in versione CQC. |
| FN SCAR-H                             |          | Fucile d'assalto               | 7,62 × 51 mm NATO    | Belgio           | [ 12 ]                                   |
| FN F2000                              |          | Fucile d'assalto               | 5,56 × 45 mm NATO    | Belgio           |                                          |
| Fucili da battaglia                   |          |                                |                      |                  |                                          |
| FN FAL                                |          | Fucile da battaglia            | 7,62 × 51 mm NATO    | Belgio           | [ 13 ]                                   |
| Mitragliatrici                        |          |                                |                      |                  |                                          |
| FN Minimi                             |          | Mitragliatrice leggera         | 5,56 × 45 mm NATO    | Belgio           |                                          |
| Vektor SS-77                          |          | Mitragliatrice leggera         | 7,62 × 51 mm NATO    | Sudafrica        | In servizio nelle forze speciali.        |
| PKM                                   |          | Mitragliatrice ad uso generale | 7,62 × 54 mm R       | Unione Sovietica |                                          |
| FN MAG                                |          | Mitragliatrice ad uso generale | 7,62 × 51 mm NATO    | Belgio           |                                          |
| Browning M2                           |          | Mitragliatrice pesante         | 12,7 × 99 mm NATO    | Stati Uniti      |                                          |
| DŠK                                   |          | Mitragliatrice media           | 12,7 × 108 mm        | Unione Sovietica | Sui T-55.                                |
| M134 Minigun                          |          | Mitragliatrice Gatling         | 7,62 × 51 mm NATO    | Stati Uniti      | Alcune sui Mil Mi-171Sh-P.               |
| Fucili di precisione                  |          |                                |                      |                  |                                          |
| IMI Galil Sniper                      |          | Fucile di precisione           | 7,62 × 51 mm NATO    | Israele          | [ 15 ]                                   |
| Accuracy International Arctic Warfare |          | Fucile di precisione           | 7,62 × 51 mm NATO    | Regno Unito      |                                          |
| Accuracy International AW50           |          | Fucile anti-materiale          | 12,7 × 99 mm NATO    | Regno Unito      |                                          |
| Barrett M82                           |          | Fucile anti-materiale          | 12,7 × 99 mm NATO    | Stati Uniti      |                                          |
| Lanciagranate                         |          |                                |                      |                  |                                          |
| FN40GL                                |          | Lanciagranate                  | 40 mm                | Belgio           | [ 16 ]                                   |
| Rippel Effect XRGL-40                 |          | Lanciagranate                  | 40 mm                | Sudafrica        | [ 17 ]                                   |
| Lanciarazzi                           |          |                                |                      |                  |                                          |
| RPG-7V                                |          | Lanciarazzi anticarro          | 40 mm                | Unione Sovietica | [ 18 ]                                   |
| Panzerfaust 3                         |          | Lanciarazzi anticarro          | 110 mm               | Germania         | 181 lanciatori e 1 700 munizioni.        |
| Alcotán-100                           |          | Lanciarazzi anticarro          | 100 mm               | Spagna           | 74 lanciatori e 660 munizioni.           |

### Artiglieria
| Modello                | Immagine  | Calibro   | Origine          | In servizio | Note                 |
| Semoventi              | Semoventi | Semoventi | Semoventi        | Semoventi   | Semoventi            |
| ---------------------- | --------- | --------- | ---------------- | ----------- | -------------------- |
| M109A2                 |           | 155 mm    | Stati Uniti      | 12          |                      |
| Obici                  |           |           |                  |             |                      |
| M2A1                   |           | 105 mm    | Stati Uniti      | 70          |                      |
| M-56                   |           | 105 mm    | Jugoslavia       | 72          |                      |
| OTO Melara 105 mm M56  |           | 105 mm    | Italia           | 24          |                      |
| 122 mm D-30            |           | 122 mm    | Unione Sovietica | 36          |                      |
| 130 mm M-46            |           | 130 mm    | Unione Sovietica | 36          |                      |
| M114A1                 |           | 155 mm    | Stati Uniti      | 36          |                      |
| 155 mm Mle. 50         |           | 155 mm    | Francia          | 12          |                      |
| Cannoni senza rinculo  |           |           |                  |             |                      |
| M40A1                  |           | 106 mm    | Stati Uniti      |             | [ 19 ]               |
| Lanciarazzi multipli   |           |           |                  |             |                      |
| Denel RO-107           |           | 107 mm    | Sudafrica        | 8           |                      |
| BM-21                  |           | 122 mm    | Unione Sovietica | ~24         |                      |
| 9K132 Grad-1P          |           | 122 mm    | Unione Sovietica | ~20         |                      |
| Type 90B               |           | 122 mm    | Cina             | 27          | Acquistati nel 2013. |
| Mortai                 |           |           |                  |             |                      |
| M106A1                 |           | 107 mm    | Stati Uniti      | 24          |                      |
| Mo 81 mm LR            |           | 81 mm     | Francia          | 350         |                      |
| ECIA L-65              |           | 120 mm    | Spagna           | >300        |                      |
| Artiglieria contraerea |           |           |                  |             |                      |
| ZSU-23-4 Shilka        |           | 23 mm     | Unione Sovietica | 35          |                      |
| 23 mm ZU-23            |           | 23 mm     | Unione Sovietica | 130         |                      |

### Veicoli
| Modello                                    | Immagine     | Tipo                          | Origine          | In servizio  | Note |
| Carri armati                               | Carri armati | Carri armati                  | Carri armati     | Carri armati | Carri armati |
| ------------------------------------------ | ------------ | ----------------------------- | ---------------- | ------------ | --- |
| T-55                                       |              | Carro armato da combattimento | Unione Sovietica | 90           | Altri 65 non sono in condizioni operative. |
| AMX-13                                     |              | Carro armato leggero          | Francia          | 96           | 24 convertiti in cacciacarri nel 2010 sostituendo il cannone con uno, due o tre missili anticarro Kornet-E e denominati Alacrán. Lo sviluppo è stato annullato nel 2013. |
| Veicoli da ricognizione                    |              |                               |                  |              | |
| BRDM-2                                     |              | Veicolo da ricognizione       | Unione Sovietica | 30           | Equipaggiati con missili anticarro Maljutka. |
| Fiat 6616                                  |              | Veicolo da ricognizione       | Italia           | 15           | |
| Veicoli trasporto truppe                   |              |                               |                  |              | |
| M9A1                                       |              | APC                           | Stati Uniti      | 50           | |
| M113A1                                     |              | APC                           | Stati Uniti      | 120          | |
| UR-416                                     |              | APC                           | Germania         | 150          | |
| FIAT 6614                                  |              | APC                           | Italia           | 25           | |
| Aurum A-200                                |              | APC                           | Germania         | 12           | 10 acquistati a fine 2019, 2 acquistati nel 2020 e 2 acquistati nel 2022.                                                                                                |
| Veicoli per usi speciali                   |              |                               |                  |              | |
| M578                                       |              | Veicolo corazzato da recupero | Stati Uniti      |              | [ 21 ] |
| GQL-111                                    |              | Veicolo gettaponte            | Cina             | 5            | Donati dalla Cina nel 2019. |
| GLZ310                                     |              | Bulldozer                     | Cina             | 15           | Donati dalla Cina nel 2019. |
| BTM-3                                      |              | Veicolo del genio             | Unione Sovietica |              | Almeno 1 ripristinato nel 2022. |
| Veicoli utility                            |              |                               |                  |              | |
| High Mobility Multipurpose Wheeled Vehicle |              | Veicolo tattico leggero       | Stati Uniti      | 70           | 22 M1165A1 acquistati nel 2009, seguiti da altri 36 M1165A1 acquistati e 12 M1151A1 donati dagli Stati Uniti nel 2012. 22 con missili anticarro Kornet-E.                |
| Iveco VM 90                                |              | Veicolo multiruolo            | Italia           |              | Alcuni con missili anticarro Kornet-E. |
| Nissan Frontier                            |              | Veicolo multiruolo            | Giappone         |              | [ 28 ] |
| Agrale Marruá AM21                         |              | Veicolo multiruolo            | Brasile          |              | [ 28 ] |
| Naveco NJ2046                              |              | Ambulanza                     | Cina             |              | |
| Mitsubishi L200                            |              | Automobile                    | Giappone         |              | |
| Jeep J8                                    |              | Automobile                    | Stati Uniti      |              | 36 acquistate nel 2014. |
| Toyota Hilux                               |              | Automobile                    | Giappone         |              | [ 28 ] |
| Maxus G10                                  |              | Automobile                    | Cina             |              | 16 donate dalla Cina nel 2019. |
| Nissan Tiida                               |              | Automobile                    | Giappone         |              | [ 28 ] |
| Can-AM Commander Max                       |              | All-terrain vehicle           | Canada           |              | |
| Vatt Lobo                                  |              | All-terrain vehicle           | Perù             |              | |
| Autocarri                                  |              |                               |                  |              | |
| Kia K2700                                  |              | Autocarro leggero             | Corea del Sud    |              | [ 29 ] |
| KrAZ-255B                                  |              | Autocarro                     | Unione Sovietica |              | |
| MAN TG MIL                                 |              | Autocarro                     | Germania         | 308          | 200 TGM MIL 13.280 4×4,16 TGM MIL 18.280 4×4 e 73 TGS MIL 29.440 6×6. |
| Mercedes-Benz Actros                       |              | Autocarro                     | Germania         |              | [ 31 ] |
| Mercedes-Benz Axor                         |              | Autocarro                     | Germania         |              | [ 31 ] |
| Shaanxi Steyr SX-2190                      |              | Autocarro                     | Cina             |              | [ 28 ] |
| Beiben 2628A                               |              | Autocarro                     | Cina             |              | [ 32 ] |
| Dongfeng EQ-2070G                          |              | Autocarro                     | Cina             |              | [ 32 ] |
| Dongfeng EQ-2081                           |              | Autocarro                     | Cina             |              | [ 33 ] |
| Dongfeng EQ-2102                           |              | Autocarro                     | Cina             |              | |
| Navistar 7000-MV GTT                       |              | Autocarro                     | Stati Uniti      |              | [ 34 ] |
| Magirus-Deutz M-310/320 D22                |              | Trattore stradale             | Germania         |              | [ 35 ] |

### Missili
| Modello           | Immagine          | Tipo                       | Origine           | Note |
| Missili anticarro | Missili anticarro | Missili anticarro          | Missili anticarro | Missili anticarro |
| ----------------- | ----------------- | -------------------------- | ----------------- | --- |
| 9K111 Maljutka    |                   | Missile filoguidato        | Unione Sovietica  | [ 19 ] |
| HJ-73C            |                   | Missile filoguidato        | Cina              | [ 18 ] |
| Kornet            |                   | Missile a guida laser      | Russia            | 288 missili e 24 lanciatori acquistati nel 2008.                                                                                             |
| Spike             |                   | Missile a guida infrarossa | Israele           | 576 missili Spike-LR e 48 lanciatori acquistati tra il 2008 e il 2010, seguiti da altri 288 Spike-LR, 432 Spike-ER e 36 lanciatori nel 2012. |
| Missili antiaerei |                   |                            |                   | |
| 9K32 Strela-2     |                   | MANPADS                    | Unione Sovietica  | [ 19 ] |
| 9K36 Strela-3     |                   | MANPADS                    | Unione Sovietica  | [ 19 ] |
| 9K310 Igla-1      |                   | MANPADS                    | Unione Sovietica  | [ 19 ] |

## Eroi e patroni
- Patrono dell'Esercito: Francisco Bolognesi Cervantes
- Patrono dell'arma di Fanteria: Andrés A. Cáceres Dorregaray
- Patrono dell'arma di Cavalleria: Ramón Castilla y Marquezado
- Patrono dell'arma d'Artiglieria: José Joaquín Inclán Gonzáles Vigil
- Patrono dell'arma del Genio: Pedro Ruiz Gallo
- Patrono dell'arma delle Comunicazioni: José Olaya
- Patrono del Servizio Legale: Mariano Melgar
- Patrono del Servizio Medico: José Casimiro Ulloa Bucello
- Patrono del Servizio Materiale di Guerra: Leoncio Prado Gutiérrez
- Patrono del Servizio d'Intendenza: Pedro Muñiz Sevilla

## Inno dell'Esercito
| Testo spagnolo El ejército unido a la historia por fecunda y viril tradición, se corona con lauros de gloria al forjar una libre nación. El ejército unido a la historia por fecunda y viril tradición, se corona con lauros de gloria al forjar una libre nación. Se corona con lauros de gloria al forjar una libre nación. Evocando un pasado glorioso del Incario su antiguo esplendor, Ayacucho, Junín, Dos de Mayo libertad conquistó con valor. Zarumilla, La Breña y Arica gestas son que a la historia legó Bolognesi ¡oh, sublime soldado! por patrono ejemplar te aclamó. El ejército unido a la historia por fecunda y viril tradición, se corona con lauros de gloria al forjar una libre nación. El ejército unido a la historia por fecunda y viril tradición, se corona con lauros de gloria al forjar una libre nación. Se corona con lauros de gloria al forjar una libre nación. Las fronteras altivo defiende cual guardián del honor nacional de su pueblo recibe las armas y es bastión de justicia social. Soy soldado que en filas milito y un deber tengo yo que cumplir, a la patria vivir consagrado y por ella luchar a morir. El ejército unido a la historia por fecunda y viril tradición, se corona con lauros de gloria al forjar una libre nación. El ejército unido a la historia por fecunda y viril tradición, se corona con lauros de gloria al forjar una libre nación. Se corona con lauros de gloria al forjar una libre nación. | Traduzione italiana L'esercito è entrato nella storia Per tradizione fertile e virile, È coronato di alloro di gloria Per costruire una nazione libera. L'esercito è entrato nella storia Per tradizione fertile e virile, È coronato di alloro di gloria Per costruire una nazione libera. È coronato di alloro di gloria Per costruire una nazione libera. Evocando un glorioso passato Dell'Impero Inca al suo antico splendore, Ayacucho, Junin, Dos de Mayo La libertà ha vinto con coraggio. Zarumilla, La Brena ed Arica Azioni sono che la storia ha lasciato in eredità Bolognesi oh, soldato sublime! Un padrone esemplare, voi l'avete acclamato. L'esercito è entrato nella storia Per tradizione fertile e virile, È coronato di alloro di gloria Per costruire una nazione libera. L'esercito è entrato nella storia Per tradizione fertile e virile, È coronato di alloro di gloria Per costruire una nazione libera. È coronato di alloro di gloria Per costruire una nazione libera. I confini superbi difende difende Quale custode dell'onore nazionale Dal suo popolo riceve le armi Ed è un baluardo di giustizia sociale. Sono un soldato che in questi ranghi milito E io ho il dovere di compiere Vivere devoto alla patria Combattere e morire per esso. L'esercito è entrato nella storia Per tradizione fertile e virile, È coronato di alloro di gloria Per costruire una nazione libera. L'esercito è entrato nella storia Per tradizione fertile e virile, È coronato di alloro di gloria Per costruire una nazione libera. È coronato di alloro di gloria Per costruire una nazione libera. |